# كبغان (مقاطعة دشتي)
كبغان (بالفارسية: کبگان) هي قرية تقع في إيران في قسم كبغان الريفي. يقدر عدد سكانها بـ 274 نسمة بحسب إحصاء 2016.